# Квазулу-Наталь
Квазу́лу-Ната́ль (до 1994 р. — Ната́ль) — провінція на сході Південно-Африканської Республіки.
Межує з Лесото, Есватіні і Мозамбіком, на сході виходить до Індійського океану
Столиця — Пітермаріцбург
Найбільше місто — Дурбан
Виробляють: цукрова тростина, кукурудза, фрукти, овочі, тютюн, вугілля

## Історія
На Різдво 1497 року португальський мореплавець і дослідник Васко да Гама, чия флотилія на своєму шляху в Індію проходила повз цю місцевість, назвав її на честь португальського слова Різдво — Натал. Пізніше цю територію окупувала гілка Нгуні з племені Банту.
Перші європейські поселенці, переважно британські, заснували Порт-Наталь як торговий пост. Вони майже не робили спроб розробити територію, мешканці якої були знищені Зулуським царем Шакою. Африканери (бури) потрапили в цей район через перевали Дракенсбергу в 1837 році. Африканери перемогли зулусів у битві біля річки Кров у 1838 році і згодом заснували Республіку Наталь. Таким чином, ця територія стала частиною недовготривалої бурської республіки, що існувала в 1839—1843 роках до її анексії Британією. Після анексії багато африканерів виїхали у внутрішні райони[чого?] і їх замінили іммігранти, переважно з Великої Британії.
Із 1860 р. британці завозили в регіон все більшу кількість індійців, переважно тамілів, в основному для роботи на цукрових плантаціях на узбережжі. Колонія придбала Зулуленд (область на північ від річки Тугела) після Зулуської війни 1879 р. Землі на північ від річки Буффало були додані в 1902 р. Бурські війська потрапили в цю область під час Південно-Африканської війни (1899—1902 рр.) — також відомо як друга бурська війна — і взяли в облогу Ледісміт. Вони не змогли скористатися своєю початковою перевагою і протягом трьох місяців лінія фронту між протиборчими силами йшла по течії річки Тугела. У 1910 році колонія стала провінцією Південно-Африканського Союзу, а в 1961 році Південно-Африканської Республіки.
Коли землі КваЗулу (що означає «Місце Зулу»), були включені в провінцію Наталь після закінчення апартеїду в 1994 році, провінція Наталь, яка існувала між 1910 і 1994 роками, була перейменована в Квазулу-Наталь. У провінції перебуває монархія Зулу, більшість населення та мова провінції — це зулу. Це єдина провінція в Південній Африці, яка має в своїй назві ім'я домінуючої етнічної групи.

## Географія
Рельєф — схили Драконових гір (Дракенсбергу) і родюча субтропічна прибережна рівнина.
Природні особливості: природні заповідники Ндуму Гейм, Коси Бей, Кленова долина, національні парки Содвана Бей і Сент Люсія, які простягаються від коралових рифів Індійського океану на північ від річки Умфолозі (кити, дельфіни, черепахи, краби) до лісистих піщаних пагорбів внутрішніх степів і боліт озера Сент Люсія (площа — 324 км²; буйволи, крокодили, бегемоти, чорні носороги, пелікани, фламінго, журавлі). Перебувають під загрозою через сусідство уранових копалень.

## В художній літературі
Чейз.:Гриф—птах терплячий.